# Les Pétroleuses
Les Pétroleuses is een Frans-Brits-Spaans en Italiaanse komische western uit 1971 onder regie van Christian-Jaque. De film is onder meer bekend om de daarin opgenomen catfight tussen de actrices Brigitte Bardot en Claudia Cardinale. Voor Bardot was het een van haar laatste grote rollen.

## Verhaal
Het dorp Bougival Junction, Texas, is in het jaar 1858 gesticht door de Fransen, die sindsdien de voertaal bepalen in het kleine plaatsje. Doc Miller reist met de verkoopakte van de ranch van Little P per trein naar zijn nieuwe aanwinst, maar de boemel wordt overvallen door vijf bandieten in een zwarte outfit. De beruchte "Frenchie King" heeft de officiële stukken van de overdracht buit gemaakt en ziet het papier als een welkom moment om zich met haar peloton op een vaste plek te vestigen. De blonde Louise neemt Caroline, Petite-Pluie, Elisabeth en Virginie onder haar hoede, terwijl de zwarte markies het kwintet vrouwelijk schoon helpt bij het verrichten van de noodzakelijke klussen om van de afgelegen ranch een leefbaar oord te maken.
Na de komst van het vijftal verwaande dames doet Marie Sarrazin met haar vier broers haar intrede in Bougival Junction. De begeerlijke brunette verheugt zich op de cadeaus die de rijke Tante Amélie ieder jaar voor Kerstmis bijeen versiert. Als de trein met de geschenken het perron klakkeloos voorbij tjoekt, galoppeert Marie met haar broers achter de railrunner aan om zich de kerstpresenten alsnog toe te eigenen. De trein heeft in dezelfde rit reeds een rooftocht ondergaan, maar de broers – Luc, Marc, Matthieu en Jean – kunnen op de betreffende avond hun vreugde tot bezielde uitdrukking brengen wanneer ze hun persoonlijke cadeaus mogen uitpakken. Marie stuit in de oneerlijk gevonden koffer van Doc Miller op een kaart die meldt dat de ranch een kostbaar addertje onder het weinige gras heeft liggen. Met haar onnozele broers begeeft de vrouwelijke bandiet zich – vergezeld door indiaan Spitting Bull – in rappe draf naar een lap grond dat zich volgens de kaart rijk aan olie mag rekenen.
De mannelijke bewoners van Bougival Junction kunnen hun ogen niet afhouden van de bekoorlijke beauty's die hun dorp met een blijvend bezoek opvrolijken en onderling een strijd voeren om het eigendom van de ranch. Marshal Morgan ziet zichzelf als onmisbaar vehikel en denkt de dorpsmensen met harde hand in toom te houden, maar danst feitelijk naar de pijpen van de verleidelijke bendeleidsters – Louise en Marie – die met gespeelde gewilligheid alles voor elkaar krijgen bij het manusje-van-lang-niet-alles. Mlle. Letellier runt met haar man een restaurant, maar M. Letellier heeft weinig belangstelling voor zijn werk en gaapt zich veeleer stuk aan de welgevormde verschijningen die zich rond zijn keet vertonen.
Doc Miller laat zich na de treinoverval door een oosterse arts opknappen om zijn ranch zo vlug mogelijk in eigen hand te nemen. Louise geeft haar zussen de opdracht om zich intiem te vermaken met de vier broers van Marie, terwijl ze zelf de spreekwoordelijke kuil voor een ander graaft om niet alleen water uit de grond te putten, maar ook het geboefte te vangen dat haar rustige leven op de boerderij ernstig verstoort.

## Rolverdeling
| Acteur             | Personage                |
| ------------------ | ------------------------ |
| Brigitte Bardot    | Louise ("Frenchie King") |
| Claudia Cardinale  | Marie Sarrazin           |
| Teresa Gimpera     | Caroline                 |
| Patty Shepard      | Petite-Pluie             |
| France Dougnac     | Elisabeth                |
| Emma Cohen         | Virginie                 |
| Leroy Haynes       | markies                  |
| Patrick Préjean    | Luc                      |
| Georges Beller     | Marc                     |
| Oscar Davis        | Matthieu                 |
| Riccardo Salvino   | Jean                     |
| Valéry Inkijinoff  | Spitting Bull            |
| Michael J. Pollard | marshal Morgan           |
| Henry Czarniak     | Doc Miller               |
| Micheline Presle   | Tante Amélie             |
| Jacques Jouanneau  | M. Letellier             |
| Denise Provence    | Mlle. Letellier          |
| Marie-Ange Aniès   | Constance                |
| Clément Michu      | Charvet                  |
| Raoul Delfosse     | Le Cornac                |